# Сивокафява чинка
Сивокафявата чинка (Sporophila hypochroma) е вид птица от семейство Тангарови (Thraupidae). Видът е почти застрашен от изчезване.

## Разпространение и местообитание
Разпространен е в Аржентина, Боливия, Бразилия, Парагвай и Уругвай.